# Edolisoma
Edolisoma is een geslacht van zangvogels uit de familie rupsvogels (Campephagidae). Het geslacht telt 31 soorten. Rupsvogels heten in het Engels cuckooshrikes (koekoekklauwieren) omdat ze zowel op koekoeken als op klauwieren lijken. Qua genetische verwantschap staan ze het dichtst bij de klauwieren want beide families behoren tot de superfamilie Corvoidea. 

## Soorten
- Edolisoma admiralitatis  –  Admiraliteitsrupsvogel
- Edolisoma amboinense – Zuid-Molukse rupsvogel
- Edolisoma anale  –  Roodstuitrupsvogel
- Edolisoma ceramense  –  Vale rupsvogel
- Edolisoma coerulescens  –  Luzonrupsvogel
- Edolisoma dispar  –  Keirupsvogel
- Edolisoma dohertyi  –  Soembarupsvogel
- Edolisoma erythropygium – Centraal-Melanesische rupsvogel
- Edolisoma grayi – Noord-Molukse rupsvogel
- Edolisoma holopolium  –  Zwartbuikrupsvogel
- Edolisoma incertum  –  Nieuw-Guinese rupsvogel
- Edolisoma insperatum  –  Ponapérupsvogel
- Edolisoma melas  –  Zwarte rupsvogel
- Edolisoma meyerii – Geelvinkrupsvogel
- Edolisoma mindanense  –  Filipijnse rupsvogel
- Edolisoma monacha  –  Palaurupsvogel
- Edolisoma montanum  –  Bergrupsvogel
- Edolisoma morio  –  Müllers rupsvogel
- Edolisoma nesiotis  –  Yaprupsvogel
- Edolisoma obiense – Obirupsvogel
- Edolisoma ostentum  –  Witvleugelrupsvogel
- Edolisoma pelingi – Banggairupsvogel
- Edolisoma remotum  –  Bismarckrupsvogel
- Edolisoma rostratum – Rosselrupsvogel
- Edolisoma salomonis  –  Salomonsrupsvogel
- Edolisoma salvadorii – Sangirrupsvogel
- Edolisoma schisticeps  –  Grays rupsvogel
- Edolisoma sula  –  Sularupsvogel
- Edolisoma tenuirostre  –  Sahoelrupsvogel
- Edolisoma timoriense – Timorrupsvogel
- Edolisoma tricolor – Malaitarupsvogel